# Cincuenta
El cincuenta (50) es el número natural que sigue al cuarenta y nueve y precede al cincuenta y uno. En la numeración romana se representa con una L.

## Propiedades matemáticas
- Es el número más pequeño que se puede expresar como la suma de dos cuadrados de dos formas distintas: 50 = 1² + 7² = 5² + 5². También es la suma de tres cuadrados, 50 = 3² + 4² + 5².
- El 50 es un número compuesto, que tiene los siguientes factores propios: 1, 2, 5, 10 y 25.
- Es un número de Harshad.

## Características
- 50 es el número atómico del estaño.

- Datos: Q712519
- Multimedia: 50 (number) / Q712519